# Портяк Василь Васильович
Портяк Василь Васильович (31 березня 1952, Кривопілля — 2 березня 2019, Київ) — український письменник, прозаїк, сценарист («Нескорений», «Залізна сотня»). Член Національної спілки кінематографістів України.

## Життєпис
Народився 31 березня 1952 року у с. Кривопілля на Івано-Франківщині. Закінчив місцеву школу. По закінченні школи працював лісорубом, вантажником, такелажником. У 1972 році вступив на факультет журналістики Київського державного університету ім. Т. Г. Шевченка, який 1977 року закінчив.
Батько - Василь Білінчук. Воїн УПА. Народився у 1926 році. Загинув у 26 років (1952). Мав позивний "Сибіряк" за втечу з заслання з Сибіру. Мав брата Дмитра.
У 1980 році світ побачила його перша новела «Мицьо і Вовчук», надрукована у львівському журналі «Жовтень». Згодом він опублікував ще декілька творів у часописах «Вітчизна», «Ранок», «Літературна Україна». 1983 року республіканське видавництво для творчої молоді видало першу збірку новел «Крислачі», якою молодий гуцульський автор справив чимале враження на київську творчу складову, і, відтак, був запрошений на посаду редактора у видавництво «Молодь». Наступного, 1984 року, у Києві вийшло його оповідання «Час прощання — час утрати». Протягом 1984-1986 років навчався у Москві на Вищих курсах режисерів і сценаристів (майстерня Євгена Барабаша). 1995 року його оповідання «Ісход» опубліковано в журналі «Кур'єр Кривбасу». Того ж року оповідання «Гуцульський рік» та «У неділю рано» увійшли до антології сучасної прози «Десять українських прозаїків». 2006 року вийшла збірка з 8 новел «У снігах». У 2017 році вийшло повне зібрання новел «Охоронителі Діви». У 2021 р. вийшло видання вибраних творів письменника з передмовою Василя Герасим'юка «Вибір Скорого». Його твори увійшли до антології «Українська мала проза XX століття».

## Творчі здобутки
Лауреат премій «Благовіст», імені Павла Усенка, Нестора Літописця, Міжнародної літературної премії «Корона Карпат». Був номінований на Шевченківську премію в галузі літератури у 2009 та 2017 роках.

## Фільмографія
За сценаріями Василя Портяка поставлено чимало відомих фільмів:
- 1990 — Меланхолійний вальс;
- 1991 — Нам дзвони не грали, коли ми вмирали;
- 1992 — Вишневі ночі;
- 1993 — Білий пудель, Чия правда, чия кривда;
- 1995 — Атентат — Осіннє вбивство в Мюнхені;
- 2000 — Нескорений;
- 2004 — Залізна сотня (у співавторстві з Михайлом Шаєвичем).

На цьому його фільмографія не закінчувалася, адже було ще чимало короткометражних та документальних фільмів.

## Смерть
Він важко та тривалий час хворів. 27 лютого 2019 року, через серцеву недостатність, потрапив до реанімації, а вранці 2 березня внаслідок серцевого нападу пішов із життя.

## Родина
- син Орест Білінчук-Портяк «Сибіряк» 2.5.1994, український військовик, 4 БрОП «Рубіж». Загинув 10 червня 2025 [14]